# Степанян, Исраел Галустович
Исраел Галустович Степанян (20.05.1924, Армения — 12.05.2000) — разведчик взвода пешей разведки 390-го стрелкового полка, красноармеец — на момент представления к награждению орденом Славы 1-й степени.

## Биография
Родился 20 мая 1924 года в селе Куйбышев Дилижанского района Армении. Армянин. Член ВКП/КПСС с 1952 года. Образование среднее специальное.
В Красной Армии с апреля 1942 года. На фронте в Великую Отечественную войну с июня 1942 года. Участвовал в боях на Северном Кавказе, освобождал Крым, Белоруссию, Прибалтику, Польшу. Войну закончил в Германии. За бои у города Орджоникидзе в ноябре 1942 года награждён орденом Красной Звезды.
Номер расчёта противотанкового ружья роты противотанковых ружей 390-го стрелкового полка красноармеец Степанян 18 сентября 1943 года в боях за населённый пункт Верхне-Баканский подавил пулемёт противника, мешавший продвижению нашей пехоты, метким огнём заставил повернуть назад наступающий танк.
Приказом командира 89-й стрелковой дивизии от 10 февраля 1944 года за мужество, проявленное в боях с врагом, красноармеец Степанян награждён орденом Славы 3-й степени.
8 мая 1944 года в бою в районе высоты Горная наводчик роты противотанковых ружей того же полка и дивизии красноармеец Степанян подавил три огневых точки противника, мешавшие продвижению нашей пехоты. В последующих боях уничтожил двух офицеров противника.
Приказом по 18-й армии от 9 июня 1944 года красноармеец Степанян награждён орденом Славы 2-й степени.
10 февраля 1945 года в боях в 2 километрах юго-восточнее города Франкфурт-на-Одере разведчик взвода пешей разведки того же полка и дивизии красноармеец Степанян вынес с поля боя раненого командира полка и отстреливался, закрыв его своим телом. Пробравшись в тыл противника вместе с другими бойцами, Степанян проник в штаб вражеского батальона, захватил «языка» с ценными документами, уничтожил свыше десяти противников. В одном из боёв на подступах к Берлину из противотанкового ружья подбил два танка.
Указом Президиума Верховного Совета СССР от 31 мая 1945 года за мужество, отвагу и героизм, , красноармеец Степанян Исраел Галустович награждён орденом Славы 1-й степени.
В 1947 году старшина Степанян демобилизован. Жил в городе Ереван. Работал начальником штаба гражданской обороны городской больницы. Умер 12 мая 2000 года.
Награждён орденами Славы 1-й, 2-й и 3-й степени, Отечественной войны 1-й степени, двумя орденами Красной Звезды, медалями.